# Mörttjärnen (Norrbärke socken, Dalarna)
Mörttjärnen är en sjö i Smedjebackens kommun i Dalarna och ingår i Norrströms huvudavrinningsområde. Sjön har en area på 0,0708 kvadratkilometer och ligger 197,1 meter över havet.

## Delavrinningsområde
Mörttjärnen ingår i det delavrinningsområde (667627-147924) som SMHI kallar för Mynnar i Norra Barken. Medelhöjden är 191 meter över havet och ytan är 19,57 kvadratkilometer. Det finns ett avrinningsområde uppströms, och räknas det in blir den ackumulerade arean 40,9 kvadratkilometer. Finnbobäcken som avvattnar avrinningsområdet har biflödesordning 4, vilket innebär att vattnet flödar genom totalt 4 vattendrag innan det når havet efter 240 kilometer. Avrinningsområdet består mestadels av skog (80 procent). Avrinningsområdet har 2,4 kvadratkilometer vattenytor vilket ger det en sjöprocent på 5,8 procent.